# Hans-Joachim Kirstein
Hans-Joachim Kirstein ist ein ehemaliger deutscher Basketballspieler und -trainer.

## Werdegang
Kirstein bestritt in den 1960er und 1970er Jahren 82 Länderspiele für die Basketballnationalmannschaft der Deutschen Demokratischen Republik. Er nahm an den Europameisterschaften 1965 und 1967 teil. Auf Vereinsebene spielte er in der DDR-Oberliga für den TSC Berlin und die BSG AdW Berlin. Ab 1980 war er Trainer von EAB Berlin, die er von der untersten Spielklasse in die höchste, die Oberliga, führte. Er erhielt die Auszeichnung „Meister des Sports“.